# Deltote taiwana
Deltote taiwana is een vlinder van de familie van de uilen (Noctuidae). De wetenschappelijke naam van deze soort is voor het eerst voorgesteld als Lithacodia taiwana door Alfred Ernest Wileman in een publicatie uit 1915
De soort komt voor in Taiwan.